# Fusion hiérarchique de trous noirs
 (janvier 2022).
La notion de trou noir hiérarchique a été proposée pour tenir compte de l'éventualité d'un séquençage historique de fusions successives de trous noirs. Le terme « hiérarchique » fait surtout référence à la possible fusion de deux trous noirs de masses et de caractéristiques très différentes. Le trou noir résultant de la fusion de deux trous noirs antérieurs peut ainsi être distingué des trous noirs considérés comme de première génération, dont il diffère non seulement par sa masse plus élevée, « mais aussi par une rotation inhabituelle, résultant de la collision des deux parents »,.

## Historique
Des évènements de fusion de trous noirs sont révélés par la détection d'ondes gravitationnelles. Parmi les évènements enregistrés, GW190521 (la fusion de trous noirs la plus massive détectée) semble relever d'une fusion hiérarchique (comme cela avait été pressenti pour GW190412).